# A Voyage to New South Wales; A Poem: Or Extracts from the Diary of an Officer in the East
A Voyage to New South Wales; A Poem: Or Extracts from the Diary of an Officer in the East – poemat angielskiego duchownego i poety Johna Dunmore'a Langa, napisany w czasie pierwszej podróży autora do Australii w latach 1822-1823, zaliczany do klasyki literatury australijskiej. Poemat został włączony do tomu Poems: Sacred and Secular Written Chiefly at Sea Within the Last Half Century, wydanego w 1873. Utwór jest napisany oktawą, czyli strofą ośmiowersową rymowaną abababcc, co wyróżnia go na tle ówczesnej poezji brytyjskiej, w której dominował jeszcze dystych bohaterski (heroic couplet), czyli parzyście rymowany pentametr jambiczny. Utwór stanowi poetycki zapis rejsu do Australii przez Brazylię. W pierwszej strofie poeta oddaje hołd wynalazcy oktawy:

Ten thousand blessings rest upon the head
Of that Italian who first wrote the rhyme
Men call Ottava Rima! He is dead;
Alas! But his Etruscan verse can chime
With every subject, and its music wed
With every theme — heroic and sublime,
Or light and humorous, histories or tales —
'Twill suit, methinks, "A Voyage to New South Wales".